# Limotettix falco
Limotettix falco is een halfvleugelig insect uit de familie dwergcicaden (Cicadellidae). De wetenschappelijke naam van de soort werd voor het eerst geldig gepubliceerd in 2019 door Tishechkin .